# مجلس البحر الميت الإقليمي
مجلس البحر الميت الإقليمي (بالعبرية: מועצה אזורית מגילות) (بالإنجليزية: Megilot Dead Sea Regional Council)‏ مجلس إقليمي إسرائيلي شرق الضفة الغربية. تأسس عام 1981؛ لتقديم خدمات البلدية لحوالي 6 مستوطنات إسرائيلية في منطقة البحر الميت، ومركزه في مستوطنة فيرد يريحو. يبلغ عدد سكان المجلس قرابة 1,400 مستوطن عام 2014. يعتبر أصغر مجلس إقليمي إسرائيلي.

## التسمية
اسم "Megilot" يعني لفائف، ويشير إلى حقيقة أن مخطوطات البحر الميت التي تم اكتشافها في خربة قمران، والتي تقع داخل منطقة حكم المجلس الإقليمي بالقرب من مستوطنة كاليا.

## التجمعات
يضم المجلس ستة تجمعات وهي: أربعة كيبوتسات، وموشاف واحد، ومستوطنة مجتمعية واحدة.

### كيبوتس
- الموج
- بيت هعرفاه
- متسبيه شاليم
- كاليا

### موشاف
- فيريد يريحو

### مجتمعية
- أفينات

## وصلات خارجية
- موقع المجلس الإلكتروني الرسمي.